# Tit Hermini Aquilí
Tit Hermini Aquilí (en llatí Titus Herminius Aquilinus) va ser un comandant romà de les tropes del rei Tarquini el Superb, juntament amb Publi Horaci Cocles (Publius Horatius Cocles). Pertanyia a la gens Hermínia, una família romana patrícia.
Va ser un dels tres defensors del pont Sublici contra les forces de Porsenna el rei etrusc de Clúsium, i va participar en la batalla final contra els etruscs. Va ser cònsol l'any 506 aC, i va morir en la batalla del llac Regillus l'any 498 aC, en combat singular contra Octavi Mamili.